# Rasmus Christiansen (skuespiller)
 Der er flere personer med dette navn, se Rasmus Christiansen.
Rasmus Bech Christiansen (23. maj 1885 i Aarhus – 25. september 1964 på Frederiksberg) var en dansk skuespiller. Han var søn cigarmagersvend Christen Jensen og Kirsten Marie Bech uden for ægteskab. Han kom i pleje hos hans moster Ane Kirstine Bech og hendes mand Slagter i Vejlby Emil Christiansen, barnebarn til Kammerråd Lars Lassen. 
Han var elev på Aarhus Nye Teater og provinsdebut 1905. Derefter engagementer ved Frederiksberg Teater, Det Ny Teater, Dagmarteatret og fra 1925 og til sin død ansat ved Det kongelige Teater. Han huskes især for sin udførelse af komiske roller (Bjørn Olufsen i Elverhøi), og han blev faktisk arvtager efter Olaf Poulsen.
Christiansen blev ridder af Dannebrog i 1935, modtog Dannebrogordenens Hæderstegn 1948 og begravet på Solbjerg Parkkirkegård.

## Filmografi
- Ægteskab og Pigesjov – 1914
- Danserindens Kærlighedsdrøm – 1916
- Den firbenede Sherlock Holmes
- Nyhavn 17 – 1933
- Nøddebo Præstegård – 1934
- Flugten fra millionerne – 1934
- Fange nr. 1 – 1935
- Min kone er husar – 1935
- Den kloge mand – 1937
- Plat eller krone – 1937
- Kongen bød – 1938
- Den gamle præst – 1939
- Elverhøj – 1939
- Sommerglæder – 1940
- Niels Pind og hans dreng – 1941
- Tordenskjold går i land – 1942
- Alle mand på dæk – 1942
- Søren Søndervold – 1942
- En pige uden lige – 1943
- Moster fra Mols – 1943
- Spurve under taget – 1944
- Lev livet let – 1944
- Besættelse – 1944
- Når katten er ude – 1947
- Røverne fra Rold – 1947
- I de lyse nætter – 1948
- For frihed og ret – 1949
- Susanne – 1950
- Fra den gamle købmandsgård – 1951
- Rekrut 67 Petersen – 1952
- Den gamle mølle på Mols – 1953
- Karen, Maren og Mette – 1954
- Bruden fra Dragstrup – 1955